# Index Catalogue
L'Index Catalogue (IC) (conosciuto anche come Index Catalogue delle Nebulose, Index Catalogue delle Nebulose e degli Ammassi Stellari, o IC I e IC II) è un catalogo astronomico di galassie, nebulose e ammassi stellari, conosciuti come oggetti IC. Venne compilato da John Dreyer tra gli anni '80 del XIX secolo e il primo decennio del XX secolo e serve da supplemento al New General Catalogue.
Fu pubblicato per la prima volta nel 1895 dopo un lavoro di 6 anni (dal 1888 al 1894), raccogliendo 1529 oggetti e fu espanso da un secondo volume ("Second Index Catalogue" o IC II) nel 1908, che elenca 3857 oggetti catalogati tra il 1895 e il 1907, fino a contenere un totale di 5386 oggetti. Tra loro ce ne sono 3 del catalogo Messier che non erano già stati inclusi nel catalogo NGC, si tratta di M 16/IC 4703, M 24/IC 4715 ed M 25/IC 4725.
L'immenso lavoro di Dreyer (NGC ed IC) arrivò dunque a catalogare la bellezza di 13.226 oggetti non stellari di entrambi gli emisferi celesti.